# Фонтанж (коммуна)
Фонта́нж (фр. Fontanges, окс. Fontanjas) — коммуна во Франции, находится в регионе Овернь. Департамент — Канталь. Входит в состав кантона Салер. Округ коммуны — Морьяк.
Код INSEE коммуны — 15070.
Коммуна расположена приблизительно в 420 км к югу от Парижа, в 90 км юго-западнее Клермон-Феррана, в 22 км к северу от Орийака.

## Население
Население коммуны на 2008 год составляло 220 человек.
| 1962 | 1968 | 1975 | 1982 | 1990 | 1999 | 2008 |
| ---- | ---- | ---- | ---- | ---- | ---- | ---- |
| 399  | 454  | 353  | 307  | 292  | 241  | 220  |

## Экономика
В 2007 году среди 126 человек в трудоспособном возрасте (15—64 лет) 83 были экономически активными, 43 — неактивными (показатель активности — 65,9 %, в 1999 году было 58,2 %). Из 83 активных работали 75 человек (41 мужчина и 34 женщины), безработных было 8 (4 мужчины и 4 женщины). Среди 43 неактивных 7 человек были учениками или студентами, 24 — пенсионерами, 12 были неактивными по другим причинам.

## Достопримечательности
- Церковь Сен-Венсан (1468 год). Памятник истории с 1927 года[3]
- Замок Пальмон (1480 год). Памятник истории с 1970 года[4]
- Замок Ламарже[фр.] (XIV век). Памятник истории с 1986 года[5]
- Часовня Сен-Мишель, высеченная в скале

## Фотогалерея

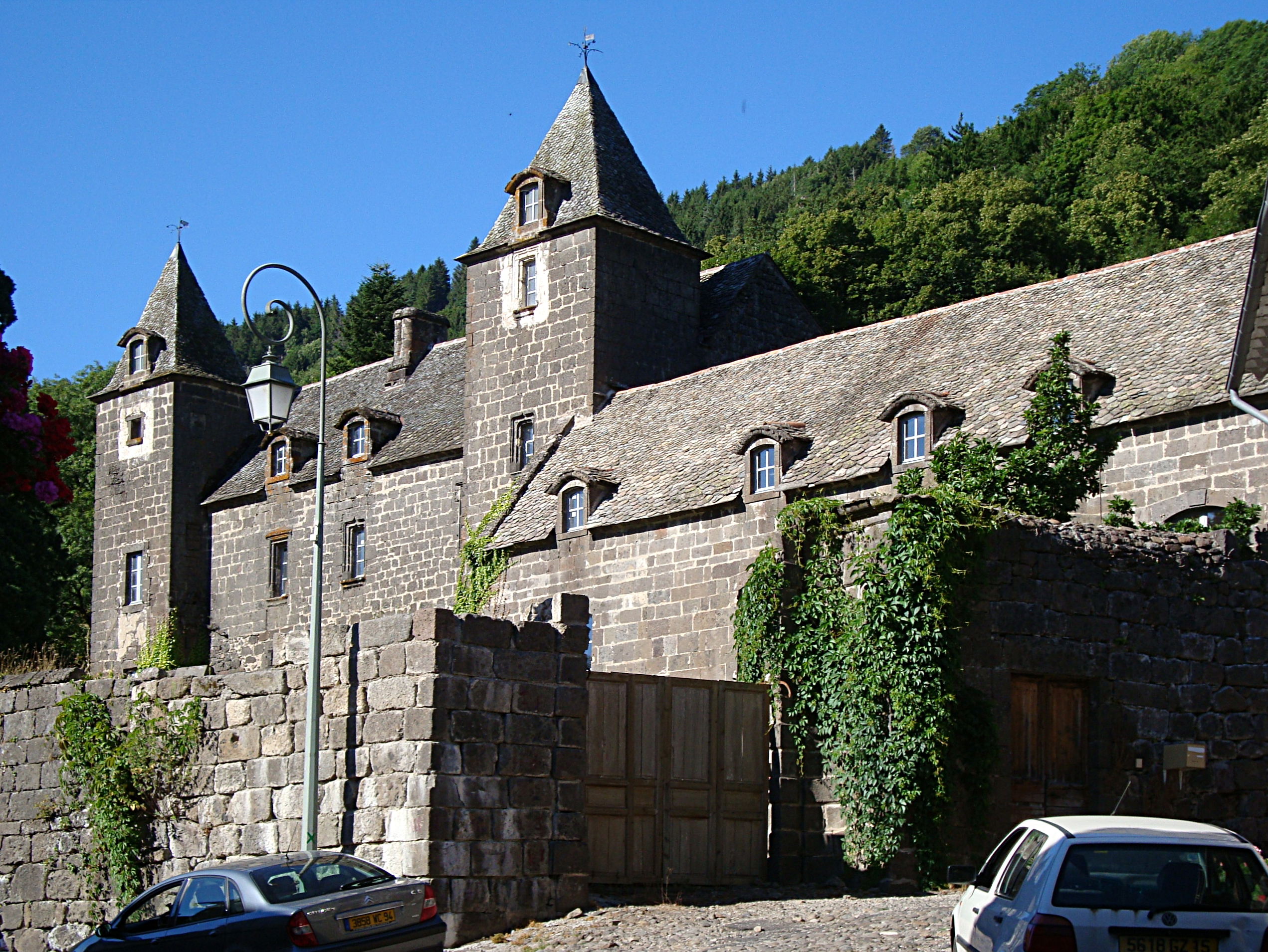
Замок Ламарже
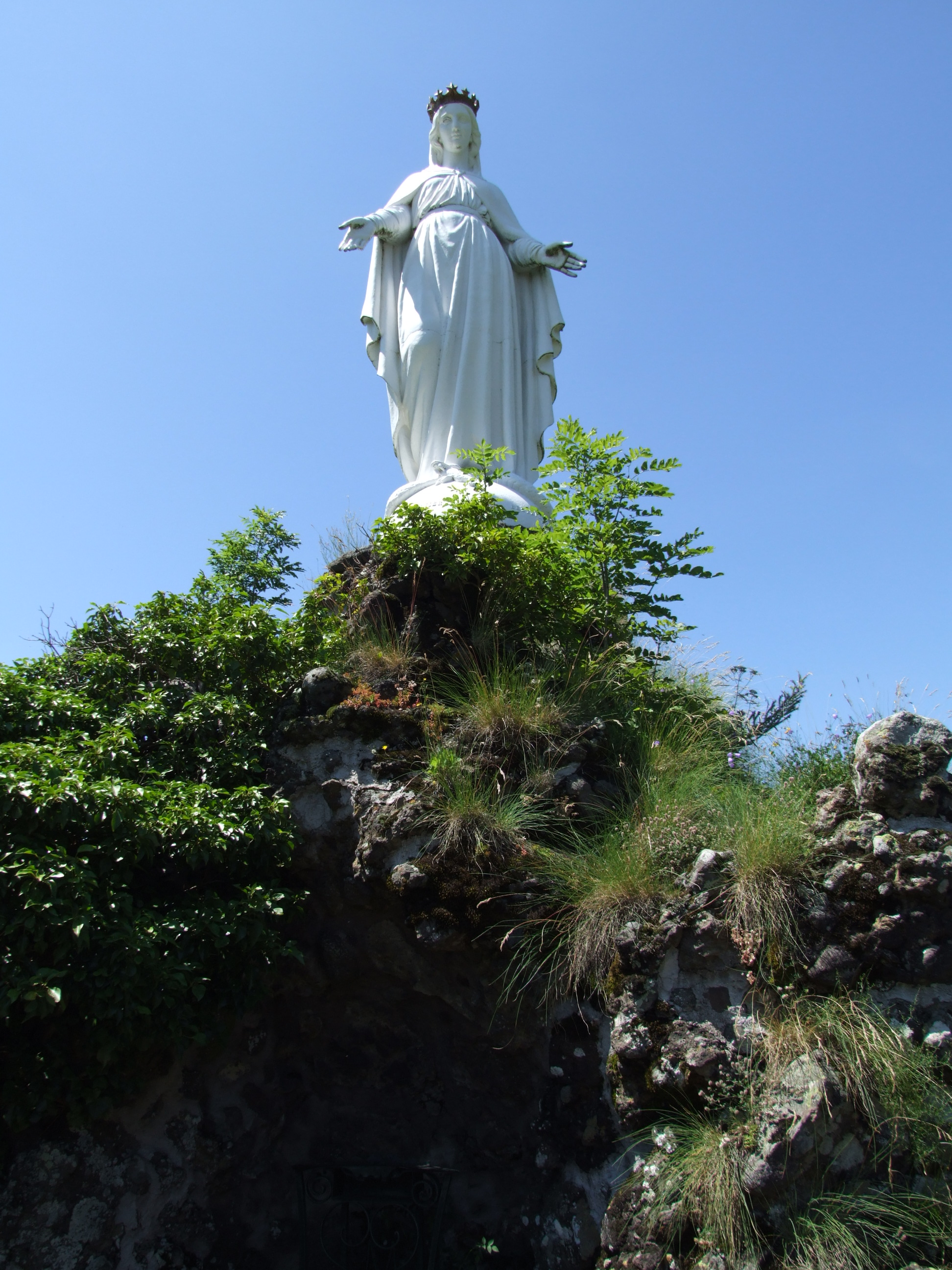
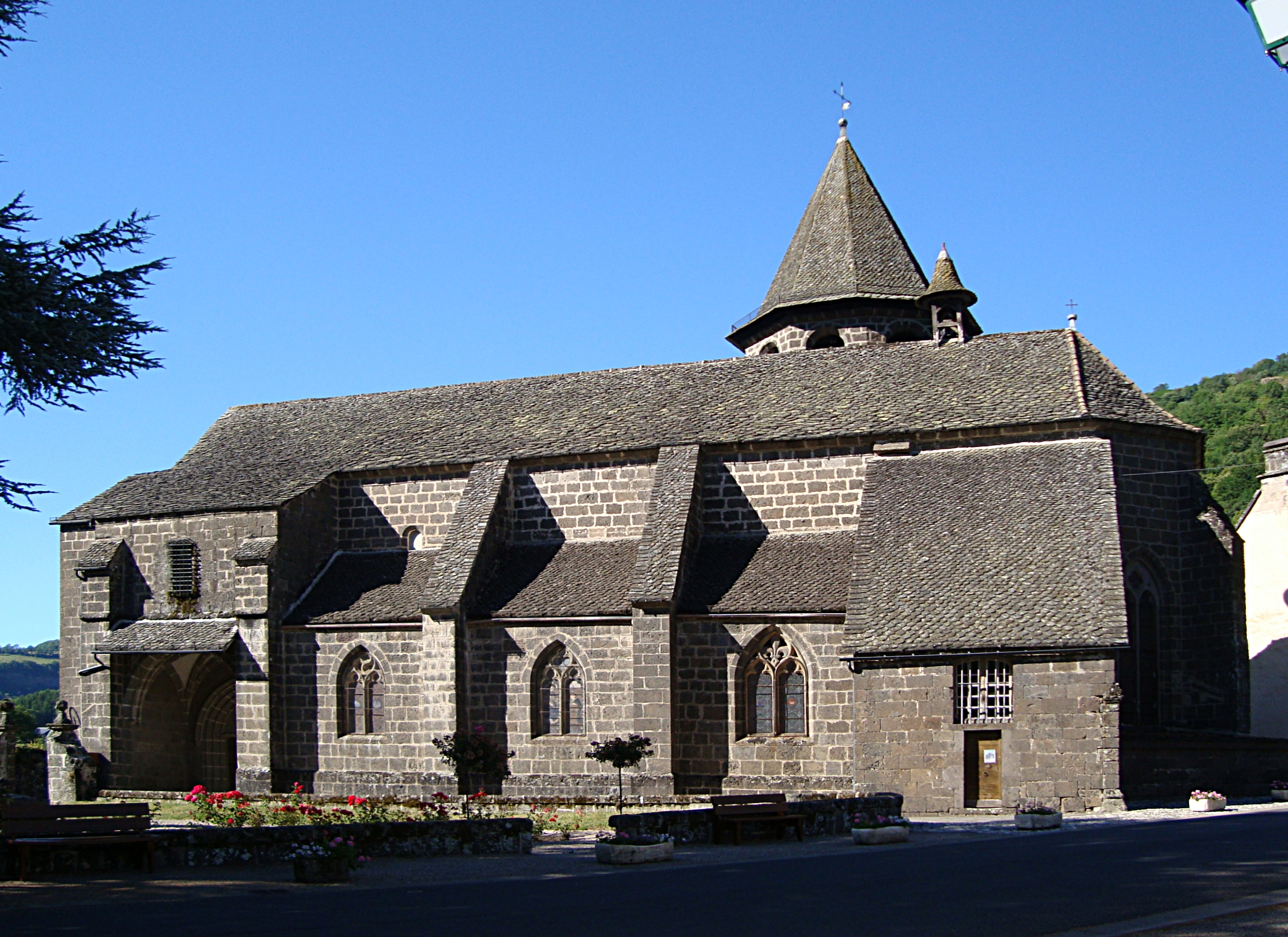
Церковь Сен-Венсан